# آب‌انبار قصرصورت
آب‌انبار قصرصورت مربوط به دوره قاجار است و در شهرستان قشم، ۵ کیلومتری جنوب شرقی جزیره هرمز واقع شده و این اثر در تاریخ ۲۴ اسفند ۱۳۸۳ با شمارهٔ ثبت ۱۱۴۷۱ به‌عنوان یکی از آثار ملی ایران به ثبت رسیده است.